# شگفت‌انگیز (ترانه اینا)
«شگفت‌انگیز» (به انگلیسی: Amazing) تک‌آهنگی از اینا است که در سال ۲۰۰۹ میلادی منتشر شد.
این تک‌آهنگ در چارت‌های  در رتبه اول  و در چارت‌های فرانسه،  جزو ده ترانه اول قرار گرفت.

## جدول‌های موسیقی
| جدول (۲۰۰۹–۲۰۲۲)                    | بهترین جایگاه |
| ----------------------------------- | ------------- |
| اتریش (او۳ تاپ ۴۰ اتریش)            | ۵۳            |
| بلژیک (اولتراتاپ ۵۰ فلاندرز)        | ۱۹            |
| بلژیک (اولتراتاپ ۵۰ والونی)         | ۱۱            |
| بلغارستان (آی‌اف‌پی‌آی)                | ۱             |
| کشورهای مستقل مشترک‌المنافع (تاپ‌هیت) | ۳             |
| جمهوری چک (رادیو – تاپ ۱۰۰)         | ۴۹            |
| ۱۰۰ تک‌آهنگ داغ اروپا (بیلبورد)      | ۱۰            |
| ترانه‌های دیجیتال اروپا (بیلبورد)    | ۱۹            |
| فرانسه (اس‌ان‌ئی‌پی)                   | ۲             |
| جدول دانلود فرانسه (اس‌ان‌ئی‌پی)       | ۴             |
| آلمان (جدول‌های رسمی آلمان)          | ۳۶            |
| ترانه‌های رقص جهانی (بیلبورد)        | ۱۷            |
| ترانه‌های دیجیتال یونان (بیلبورد)    | ۸             |
| مجارستان (۴۰ آهنگ رقص برتر)         | ۱۱            |
| مجارستان (رادیوس تاپ ۴۰)            | ۳۸            |
| مجارستان (۴۰ تک‌آهنگ برتر)           | ۳۸            |
| ایرلند (ایرما)                      | ۴۳            |
| ایتالیا (فیمی)                      | ۹۵            |
| هلند (۴۰ آهنگ برتر)                 | ۱۴            |
| هلند (۱۰۰ تک‌آهنگ برتر)              | ۲۳            |
| لهستان (۵۰ آهنگ رقص برتر)           | ۹             |
| رومانی (نیلسن میوزیک کنترل)         | ۱             |
| اسلواکی (رادیو – ۱۰۰ آهنگ برتر)     | ۴۱            |
| سوئیس (شوایزر هیت‌پاراد)             | ۱۰            |
| سوئیس (مدیا کنترل روماندی)          | ۴             |
| تک‌آهنگ‌های بریتانیا (اوسی‌سی)         | ۱۴            |
| دانلود تک‌آهنگ‌های بریتانیا (اوسی‌سی)  | ۱۵            |
| موسیقی رقص بریتانیا (اوسی‌سی)        | ۵             |

| جدول (۲۰۰۹)                  | جایگاه |
| ---------------------------- | ------ |
| کشورهای مستقل همسود (تاپ‌هیت) | ۷۲     |
| مجارستان (۴۰ آهنگ رقص برتر)  | ۷۲     |

| جدول (۲۰۱۰)                    | جایگاه |
| ------------------------------ | ------ |
| بلژیک (اولتراتاپ ۵۰ فلاندرز)   | ۸۲     |
| ۱۰۰ تک‌آهنگ داغ اروپا (بیلبورد) | ۵۱     |
| فرانسه (اس‌ان‌ئی‌پی)              | ۲۴     |
| ایرپلی فرانسه (اس‌ان‌ئی‌پی)       | ۳۰     |
| هلند (۴۰ آهنگ برتر هلند)       | ۶۶     |
| رومانی (۱۰۰ آهنگ برتر رومانی)  | ۶۶     |

## تاریخچه انتشار
| منطقه    | تاریخ           | فرمت        | ناشر           |
| -------- | --------------- | ----------- | -------------- |
| رومانی   | ۶ اوت ۲۰۰۹      | —           | —              |
| فرانسه   | ۲۱ ژوئن ۲۰۱۰    | سی‌دی تک‌آهنگ | ایرپلی         |
| بریتانیا | ۲۳ اوت ۲۰۱۰     | سی‌دی تک‌آهنگ | ای‌ای‌تی‌دبلیو    |
| آلمان    | ۲۴ سپتامبر ۲۰۱۰ | سی‌دی تک‌آهنگ | بی۱ ریکوردینگز |